# Грот, Джон
Джон Грот (англ. John Grote, 5 мая 1813 — 21 августа 1866) — английский философ-моралист и англиканский священнослужитель.

## Жизнь и карьера
Сын банкира, Джон Грот был младшим братом историка, философа и реформатора Джорджа Грота. Он получил образование в школе Бекенхема в Кенте. Затем он поступил в Тринити-колледж в Кембридже в 1831 году, окончил его с первоклассной степенью по классическому трипосу в 1835 году и стал членом Тринити в 1837 году. С 1847 года и до своей смерти он был викарием Трампингтона, где был соседом своего близкого друга Роберта Лесли Эллиса, парализованного математика и исследователя Бэкона. В 1855 году Грот сменил Уильяма Уэвелла на посту профессора моральной философии Найтбриджа в Кембриджском университете.
За свою жизнь Грот опубликовал относительно мало произведений: том I «Exploratio Philosophica: черновые заметки о современной интеллектуальной науке» появился в 1865 году, но «Экспертиза утилитарной философии» была опубликована только посмертно (1870). Литературный душеприказчик и редактор Грота, Джозеф Бикерстет Майор, также составил «Трактат о моральных идеалах» (1876) и том II «Exploratio Philosophica» (1900) и женился на его племяннице Александрине.
Философский идеалист и противник утилитаризма (как и подобало его кембриджской и англиканской клерикальной идентичности), Грот, тем не менее, был рад признать новую экспериментальную психологию кого-то вроде ученика Джона Стюарта Милля Александра Бэна — до тех пор, пока такое «феноменальное» и, точнее, «философское» расследование не были объединены друг с другом. Гроту принадлежала (возможно, незавидная) честь придумать слово «релятивизм», хотя он и не использовал его в том смысле, в каком он используется сегодня.
Майкл Оукшотт часто признавал, что Грот оказал большое влияние, и действительно он оказал важное влияние на разнообразную группу философов и учёных, вышедших из Кембриджского университета.

## Публикации

### Книги
- (1865) Exploratio Philosophica: Part I.
- (1870) An Examination of the Utilitarian Philosophy.
- (1876) A Treatise on the Moral Ideals.
- (1872) Sermons.
- (1900) Exploratio Philosophica: Part II.